# Talk
Talk ili milovka je vrsta minerala koji je na Mohsovoj skali na broju 1, što znači da je od deset Mohsovih minerala on najmekši. Kemijska formula mu je Mg3Si4O10(OH)2.